# Laura Łącz
Laura Ewa Łącz (ur. 25 października 1954 w Warszawie) – polska aktorka teatralna i filmowa oraz pisarka.

## Życiorys

### Wczesne lata
Jest córką aktora Mariana Łącza i aktorki Haliny Dunajskiej. Po maturze złożyła dokumenty do Szkoły Teatralnej w Warszawie i na filologię angielską na Uniwersytecie Warszawskim, wybierając pierwszy z tych kierunków. W 1977 została absolwentką PWST w Warszawie. Po latach ukończyła też studia polonistyki na UW.

### Kariera
W latach 1977–2000 występowała na deskach Teatru Polskiego w Warszawie. Na scenie teatralnej zadebiutowała 3 lutego 1978 rolą kobiety w sztuce Ballada Łomżyńska Ernesta Brylla. Pierwsze ważne role odgrywała w zastępstwie za Ewę Borowik. W 1983 otrzymała Nagrodę im. Zbyszka Cybulskiego. Wystąpiła w kilkudziesięciu filmach kinowych, telewizyjnych, serialach, przedstawieniach teatralnych i Teatru Telewizji.
Poza występami w teatrze i rolach w serialach telewizyjnych podjęła też karierę wokalną. Brała udział w śpiewograch Ernesta Brylla i Katarzyny Gärtner pt. Na szkle malowane oraz Balladzie Łomżyńskiej do muzyki Czesława Niemena, występowała w duecie z Januszem Zakrzeńskim w programach poetycko-muzycznych. Dla telewizji nagrała własny recital pt. Moja maleńka muzyko... (reż. Elżbieta Protakiewicz). Jej piosenka „Chłodny upał” kandydowała do radiowej listy przebojów. 
Popularność przyniosła jej rola Gabrieli Wilczyńskiej w telenoweli TVP1 Klan, w której gra od 2001. Od 2022 prowadzi program Rola życia w TVP3. W 39. odcinku programu przeprowadziła fejkowy wywiad z psem rasy owczarek niemiecki długowłosy, który został przedstawiony jako tytułowy bohater serialu Komisarz Alex. Zwierzę odpowiadało na pytania prowadzącej ludzkim głosem nagranym przez lektora. Rozmowa była szeroko komentowana w mediach, a na jej temat powstało wiele artykułów, których autorzy krytycznie ocenili wywiad z psem. Wielu dziennikarzy, jak i widzów zarzucało twórcom, że program cechował się niskim poziomem artystycznym i merytorycznym, a internauci wytykali Telewizji Polskiej marnotrawienie publicznych pieniędzy.
Jest autorką książek dla dzieci, m.in. Sekret czarnego łabędzia, Spełnione marzenia oraz Bajki i wiersze na cztery pory roku. Prowadzi Agencję Artystyczną „Laura”, która zajmuje się organizacją imprez artystycznych dla dzieci i dorosłych.

## Życie prywatne
Dwukrotnie zamężna. W latach 1972–1979 jej mężem był muzyk Dominik Kuta. Była też żoną aktora Krzysztofa Chamca (zm. 2001), z którym ma syna, Andrzeja Jaxa-Chamca.

## Filmografia
- 1971: Trochę nadziei jako dziewczyna na wsi
- 1972: Kwiat paproci jako uczennica
- 1975: Moja wojna, moja miłość jako Iza, kuzynka Marka
- 1976: Polskie drogi jako uczennica w mieszkaniu Jedlińskiego (odc. 5)
- 1977: Układ krążenia jako Ewa, dziewczyna Maćka Bognara (odc. 1)
- 1978: Zielona miłość jako koleżanka "Sarny" (odc. 1)
- 1980: Punkt widzenia jako kobieta wynajmująca mieszkanie Jacka (odc. 6)
- 1980: Sherlock Holmes and Doctor Watson jako lady Sarah Kindersley (odc. 22)
- 1980: Nasze podwórko jako matka Moniki (odc. 5)
- 1980: Polonia Restituta jako żona Franka Pawlaka
- 1980: Kontrakt jako tancerka
- 1980: Kto za? jako dziewczyna
- 1980: Krab i Joanna jako Danka
- 1981: Najdłuższa wojna nowoczesnej Europy jako zakonnica w szpitalu (odc. 2)
- 1981: Wierne blizny jako Grażyna
- 1981: Filip z konopi jako córka arystokratki
- 1981: Białe tango jako Magda Chojnacka
- 1981: Gdzie szukać szczęścia jako widmo
- 1981−1987: 07 zgłoś się − dwie role:
  - prostytutka Elżbieta Żywulska (odc. 14)
  - Anna Moderska, siostra Henryka (odc. 21)
- 1982: Polonia Restituta jako żona Franka Pawlaka (odc. 1)
- 1982: Latawiec jako Iwonka Stecówna
- 1983: Kamienne tablice jako Margit Ward
- 1985: Dłużnicy śmierci jako Irena
- 1985: Tumor Witkacego jako Marysia grająca rolę Izi
- 1995: Sukces jako Jadwiga Sówka, żona Tadeusza (odc. 7 i 9)
- od 2002: Klan jako Gabriela Wilczyńska
- 2002: Na dobre i na złe jako Grudzińska, matka Dominiki (odc. 104)
- 2004: Kryminalni jako zakładniczka (odc. 13)
- 2006: Niania jako właścicielka (odc. 28)
- 2013: Na Wspólnej jako Wolska
- 2014: Ojciec Mateusz jako Janina Popławska (odc. 144)